# Pontificio Consejo para la Promoción de la Nueva Evangelización
El Pontificio Consejo para la Promoción de la Nueva Evangelización fue un dicasterio de la Curia Romana cuya creación fue anunciada por el Papa Benedicto XVI en las vísperas  del 28 de junio de 2010, víspera de la fiesta de los Santos Pedro y Pablo. 
El Papa dijo que "el proceso de secularización ha producido una grave crisis del sentido de la fe cristiana y el papel de la Iglesia", y el nuevo Consejo Pontificio debería "promover una renovada evangelización" en los países donde la Iglesia ha existido desde hace mucho tiempo", pero están viviendo una progresiva secularización de la sociedad y una especie de "eclipse del sentido de Dios". 
El 30 de junio de 2010, el Papa Benedicto XVI nombró como su primer presidente el arzobispo Salvatore Fisichella, hasta entonces presidente de la Pontificia Academia para la Vida y rector de la Pontificia Universidad Lateranense. El 13 de mayo de 2011, Su Santidad nombró al arzobispo colombiano José Octavio Ruiz Arenas como el primer Secretario del Pontificio Consejo, anteriormente vicepresidente de la Pontificia Comisión para América Latina y a Monseñor Graham Bell, subsecretario del Pontificio Consejo, anteriormente coordinador de la secretaría de la Pontificia Academia para la Vida.
El 5 de junio de 2022, al entrar en vigencia la nueva constitución apostólica Praedicate evangelium, el Pontifio Consejo se fusionó con la Congregación para la Evangelización de los Pueblos, dando origen al Dicasterio para la Evangelización.

## Orígenes
La idea de un Consejo para la Nueva Evangelización fue lanzada por primera vez por el padre Luigi Giussani, fundador del movimiento Comunión y Liberación, a principios de la década de 1980, pero no fue considerada por el Papa Juan Pablo II. Más recientemente, el cardenal Angelo Scola de Venecia presentó la idea a Benedicto XVI.
El término "nueva evangelización" fue popularizado por el Papa Juan Pablo II en relación con los esfuerzos para despertar la fe en las zonas tradicionalmente cristianas del mundo, especialmente Europa, la primera "evangelizada" o convertida al cristianismo, muchos siglos antes, pero luego necesitada permanentemente de una "nueva evangelización".

## Fundación
Benedicto XVI estableció el nuevo Pontificio Consejo mediante el Art. 1 §1 de Motu proprio Ubicumque et semper (en español, Donde sea y siempre), dado en Castel Gandolfo el 21 de septiembre de 2010 y publicado en L'Osservatore Romano del 12 de octubre de 2010.
El documento contiene cuatro artículos y una reflexión del Papa sobre la necesidad de evangelizar y las particularidades de la evangelización actual. Su íncipit es parte de la frase: "La Iglesia tiene el deber, en todas partes y en todo momento, de proclamar el Evangelio de Jesucristo". Benedicto XVI citó al Papa Pablo VI, que afirmaba que la obra de evangelización "se muestra igualmente cada vez más necesaria debido a las frecuentes situaciones de descristianización de nuestros días, por multitud de personas que habiendo sido bautizadas, viven fuera de la vida cristiana..." 